# 丁九
丁九（1919年11月8日—1969年10月9日），原名灿成，笔名丁蒂、丁铁等，江苏淮安人，中華民國及中華人民共和國新聞工作者。

## 生平
1919年11月8日生于淮安席桥丁家圩。曾在上海求学，1936年6月在上海国光中学参加中共地下党活動，並在上海和他人共同创办抗日刊物《轻骑队》。1937年，编辑出版《抗敌战报》。1939年8月，加入中国共産党。1942年后，在山东《大衆日报》、北平《解放》三日刊、新华社任记者、编辑、特派员。1946年4月以后，历任新华社华东野战军前綫分社通讯部主任、副社长，中国人民解放军第三野战军总分社副社长。中华人民共和国成立后，历任新华社华东总分社副社长，总社办公室副主任、党委书记，浙江省文化局局长和党组书记，浙江省文联党组书记。文革中遭到迫害。1969年10月9日逝世，享年50岁。1978年8月28日，丁九追悼会在杭州举行。